# Urera
Genre
Urera est un genre de plantes à fleurs de la famille des Urticaceae.
Ce sont des lianes, des buissons ou de petits arbres ayant une répartition tropicale.

## Liste d'espèces
Selon Catalogue of Life (16 octobre 2017) :
- Urera acuminata (Poir.) Decne.
- Urera altissima Lillo
- Urera aurantiaca Wedd.
- Urera baccifera (L.) Gaud.
- Urera batesii Rendle
- Urera capitata Wedd.
- Urera caracasana (Jacq.) Griseb.
- Urera chlorocarpa Urb.
- Urera corallina (Liebm.) Wedd.
- Urera cordifolia Engl.
- Urera cuneata Rendle
- Urera domingensis Urb.
- Urera elata (Sw.) Griseb.
- Urera expansa (Sw.) Griseb.
- Urera fenestrata A.K.Monro & Al.Rodr.
- Urera filiformis Rusby
- Urera flamigniana Lambinon
- Urera gabonensis Pierre
- Urera glabra (Hook. & Arn.) Wedd.
- Urera glabriuscula V.W.Steinm.
- Urera gravenreuthii Engl.
- Urera guanacastensis A.K.Monro & Al.Rodr.
- Urera hypselodendron (Hochst. ex A. Rich.) Wedd.
- Urera kaalae Wawra
- Urera keayi Letouzey
- Urera killipiana Standl. & Steyerm.
- Urera laciniata (Goud.) Wedd.
- Urera lianoides A.K.Monro & Al.Rodr.
- Urera lobulata Urb. & Ekman
- Urera mannii (Wedd.) Benth. & Hook. fil. ex Rendle
- Urera martiniana V.W.Steinm.
- Urera nitida (Vell.) P. Brack
- Urera oblongifolia Benth.
- Urera obovata Benth.
- Urera pacifica V.W.Steinm.
- Urera repens (Willd.) Rendle
- Urera rigida (Benth.) Keay
- Urera robusta A. Chev.
- Urera rzedowskii V.W.Steinm.
- Urera sansibarica Engl.
- Urera simplex Wedd.
- Urera sinuata Wedd.
- Urera talbotii Rendle
- Urera thonneri Wildem. & Th. Dur.
- Urera trinervis (Hochst.) I. Friis & K. Immelman
- Urera verrucosa (Liebm.) V.W.Steinm.

Selon GRIN (16 octobre 2017) :
- Urera baccifera (L.) Gaudich. ex Wedd.
- Urera caracasana (Jacq.) Griseb.
- Urera kaalae Wawra
- Urera obovata Benth.

Selon ITIS (16 octobre 2017) :
- Urera baccifera (L.) Gaudich. ex Wedd.
- Urera caracasana (Jacq.) Gaudich. ex Griseb.
- Urera chlorocarpa Urb.
- Urera glabra Wedd.
- Urera kaalae Wawra
- Urera obovata Benth.

Selon NCBI (16 octobre 2017) :
- Urera alceifolia
- Urera baccifera
- Urera batesii
- Urera caracasana
- Urera chlorocarpa
- Urera corallina
- Urera elata
- Urera fischeri
- Urera glabra
- Urera hypselodendron
- Urera laciniata
- Urera lianoides
- Urera sansibarica
- Urera simplex
- Urera trinervis

Selon The Plant List (16 octobre 2017) :
- Urera acuminata (Poir.) Gaudich. ex Decne.
- Urera altissima Lillo
- Urera aurantiaca Wedd.
- Urera baccifera (L.) Gaudich. ex Wedd.
- Urera batesii Rendle
- Urera cameroonensis Wedd.
- Urera capitata Wedd.
- Urera caracasana (Jacq.) Gaudich. ex Griseb.
- Urera chlorocarpa Urb.
- Urera cordifolia Engl.
- Urera cuneata Rendle
- Urera elata (Sw.) Griseb.
- Urera expansa (Sw.) Griseb.
- Urera fenestrata A.K.Monro & Al.Rodr.
- Urera filiformis Rusby
- Urera glabra Wedd.
- Urera glabriuscula V.W. Steinm.
- Urera gravenreuthii Engl.
- Urera guanacastensis A.K. Monro & Al. Rodr.
- Urera henriquesii Engl.
- Urera hypselodendron (Hochst. ex A.Rich.) Wedd.
- Urera kaalae Wawra
- Urera killipiana Standl. & Steyerm.
- Urera konaensis H. St. John
- Urera laciniata Wedd.
- Urera lianoides A.K.Monro & Al.Rodr.
- Urera mannii (Wedd.) Benth. & Hook.f. ex Rendle
- Urera martiniana V.W. Steinm.
- Urera nitida (Vell.) P.Brack
- Urera oblongifolia Benth.
- Urera obovata Benth.
- Urera pacifica V.W. Steinm.
- Urera repens (Wedd.) Rendle
- Urera rigida (Benth.) Keay
- Urera robusta A.Chev.
- Urera sandvicensis Wedd.
- Urera sansibarica Engl.
- Urera simplex Wedd.
- Urera sinuata Wedd.
- Urera talbotii Rendle
- Urera thonneri De Wild. & T.Durand
- Urera trinervis (Hochst.) Friis & Immelman
- Urera verrucosa (Liebm.) V.W.Steinm.

Selon Tropicos (16 octobre 2017) (Attention liste brute contenant possiblement des synonymes) :
- Urera acuminata (Poir.) Gaudich. ex Decne.
- Urera alceifolia (Poir.) Gaudich. ex Wedd.
- Urera altissima Lillo
- Urera amberana Baker
- Urera amplissima Blume
- Urera armigera (C. Presl) Miq.
- Urera aurantiaca Wedd.
- Urera baccifera (L.) Gaudich. ex Wedd.
- Urera batesii Rendle
- Urera boliviensis Herzog
- Urera buchtienii H. Ross
- Urera cameroonensis Wedd.
- Urera capitata Wedd.
- Urera caracasana (Jacq.) Gaudich. ex Griseb.
- Urera chlorocarpa Urb.
- Urera corallina (Liebm.) Wedd.
- Urera cordifolia Engl.
- Urera corralensis Phil.
- Urera crassifolia Wedd.
- Urera cuneata Rendle
- Urera densiflora Miq.
- Urera denticulata Miq.
- Urera domingensis Urb.
- Urera echinata Benth.
- Urera eggersii Hieron.
- Urera elata (Sw.) Griseb.
- Urera elliotii Rendle
- Urera excelsa Wedd.
- Urera expansa (Sw.) Griseb.
- Urera fenestrata A.K. Monro & Al. Rodr.
- Urera filiformis Rusby
- Urera fischeri Engl.
- Urera gabonensis Pierre ex Letouzey
- Urera girardinioides Seem.
- Urera glabra Wedd.
- Urera glabriuscula V.W. Steinm.
- Urera gravenreuthii Engl.
- Urera guanacastensis A.K. Monro & Al. Rodr.
- Urera henriquesii Engl.
- Urera horrida (Kunth) Miq.
- Urera humblotii Baill.
- Urera hypselodendron (Hochst. ex A. Rich.) Wedd.
- Urera kaalae Wawra
- Urera killipiana Standl. & Steyerm.
- Urera konaensis H. St. John
- Urera laciniata Wedd.
- Urera leichardiana Wedd.
- Urera lianoides A.K. Monro & Al. Rodr.
- Urera liberica Engl. ex Mildbr.
- Urera lobulata Urb. & Ekman
- Urera longifolia Wedd.
- Urera mannii (Wedd.) Benth. & Hook. f. ex Rendle
- Urera martiniana V.W. Steinm.
- Urera masafuerae Phil.
- Urera microcarpa Wedd.
- Urera mitis (Vell.) Miq.
- Urera morifolia Miq.
- Urera nitida (Vell.) Brack
- Urera oblongifolia Benth.
- Urera obovata Benth.
- Urera oligoloba Baker
- Urera ovatifolia Urb.
- Urera pacifica V.W. Steinm.
- Urera platycarpa Wedd.
- Urera punu Wedd.
- Urera radula Baker
- Urera repens (Wedd.) Rendle
- Urera rigida (Benth.) Keay
- Urera robusta A. Chev.
- Urera rotundifolia Wedd.
- Urera rugosa Rusby
- Urera rusbyi Britton
- Urera rzedowskii V.W. Steinm.
- Urera sandvicensis Wedd.
- Urera sansibarica Engl.
- Urera sarmentosa A. Chev.
- Urera simplex Wedd.
- Urera sinuata Wedd.
- Urera sphaerophylla Baker
- Urera spicata Wedd.
- Urera subpeltata Miq.
- Urera talbotii Rendle
- Urera tenax N.E. Br.
- Urera thonneri De Wild. & T. Durand
- Urera trinervis (Hochst.) Friis & Immelman
- Urera tuberculata Urb.
- Urera tuerckheimii Donn. Sm.
- Urera verrucosa (Liebm.) V.W. Steinm.
- Urera viridisetosa Rusby
- Urera woodii N.E. Br.